# ليونهارت راوولف
ليونهارت راوْوُلْف (بالألمانية: Leonhard Rauwolf)‏ (1535 - 1596 م) هو عالم النبات وطبيب ورحالة، ألماني / هولندي.
يشتهر برحلته إلى المشرق التي بدأت في أيار سنة 1573 م وانتهت شباط سنة 1576 م.وهو واحد من عدة رحالة أجانب زاروا بغداد في العهد العثماني. طبعت الرحلة باللغة الهولندية في ليدن سنة 1581 م ثم ترجمها نيكولاس ستافورست Nicholas Staphorst إلى اللغة الإنكليزية سنة 1693 م. عرَب سليم طه التكريتي (من الإنكليزية) الأجزاء المتعلقة بالبلاد العربية ونشرث ببغداد باسم «رحلة المشرق إلى العراق وسوريا وفلسطين سنة 1573 م» للرحالة الهولندي الدكتور ليونهارت راوولف، (وزارة الثقافة والفنون، بغداد 1978 م).
كما تنسب اليه اسم شجرة الرَّاوُلفيّة.